# Fort Wayne Zollner Pistons 1942-1943
La stagione 1942-1943 dei Fort Wayne Zollner Pistons fu la 2ª nella storia della franchigia, che giocò per il secondo anno consecutivo in National Basketball League.
I Fort Wayne Zollner Pistons arrivarono primi in stagione regolare con un record di 17-6, qualificandosi per i play-off. In semifinale sconfissero i Chicago Studebaker Flyers (2-1), ma persero la serie finale contro gli Sheboygan Red Skins (2-1).

## Roster
|  | Naz.                   | Ruolo | Sportivo        | Anno | Alt. | Peso |  |
|  | ---------------------- | ----- | --------------- | ---- | ---- | ---- |  |
|  | Stati Uniti (bandiera) | G     | Bobby McDermott | 1914 | 180  | 82   |  |
|  | Stati Uniti (bandiera) | AC    | Jake Pelkington | 1916 | 198  | 100  |  |
|  | Stati Uniti (bandiera) | GA    | Curly Armstrong | 1918 | 180  | 77   |  |
|  | Stati Uniti (bandiera) | AC    | Blackie Towery  | 1920 | 193  | 95   |  |
|  | Stati Uniti (bandiera) | AC    | Jerry Bush      | 1914 | 191  | 91   |  |
|  | Stati Uniti (bandiera) | GA    | Herm Schaefer   | 1918 | 183  | 79   |  |
|  | Stati Uniti (bandiera) | AG    | Paul Birch      | 1910 | 185  | 86   |  |
|  | Stati Uniti (bandiera) | GA    | Dale Hamilton   | 1919 | 183  | 82   |  |
|  | Stati Uniti (bandiera) | A     | Gus Doerner     | 1922 | 188  | 86   |  |
|  | Stati Uniti (bandiera) | AG    | Jack Keller     | 1922 | 188  | 84   |  |

## Staff tecnico
- Allenatore: Carl Bennett